# Amorpha nana
Espèce
Classification phylogénétique
Amorpha nana, le faux indigotier nain, est une espèce de plantes à fleurs de la famille des Fabacées. C'est un arbrisseau originaire d'Amérique du Nord.

## Position taxinomique
L'index GBIF donne, comme nom d'auteur, C.Fraser, information issue d'une base de données sur les légumineuses mais William Jackson Hooker précise que Thomas Nuttall a décrit l'espèce du catalogue de Charles Fraser. Le nom complet est donc : Amorpha nana Nutt. in C.Fraser.
Cette espèce compte deux synonymes : Amorpha microphylla Pursh et Amorpha punctata Raf.
Elle compte aussi un homonyme : Amorpha nana Sims (1819). Cet homonyme a pour origine l'article Amorpha nana du Curtis's Botanical Magazine, planche 2112, planche et description visiblement peu ressemblante avec le faux indigotier nain, et s'adressant donc à une autre espèce. Cette précision est apportée par William Jackson Hooker qui suggère qu'il s'agit probablement de Amorpha fruticosa, dans Flora boreali-americana, or, the botany of the northern parts of British America, p. 139 (en référence).

## Description
Le faux indigotier nain est un petit arbrisseau caduc de moins d'un mètre de haut.
Ses feuilles sont composées, imparipennées, très allongées, avec de nombreux folioles au court pédicelle et de petite taille (cette caractéristique est à l'origine du nom de l'espèce synonyme : Amorpha microphylla Pursh).
Ses fleurs, nombreuses, sur des inflorescences en épi, bleu à pourpre, sont légèrement parfumées. Elles s'épanouissent de mai à juillet. Comme toutes les espèces du genre, elles ne comportent qu'un pétale enveloppant le pistil et les étamines.
Cette espèce compte 20 chromosomes.

## Distribution
Le faux indigotier nain est originaire du Canada et du nord des États-Unis.
Il supporte un climat assez rigoureux et se développe préférentiellement en terrain léger se ressuyant rapidement.
Il s'est maintenant répandu comme plante ornementale dans l'ensemble des régions tempérées.

## Utilisation
Le faux indigotier nain se diffuse assez rapidement en France comme plante ornementale vivace, florifère et de petite dimension qui croît en terrains neutres ou basiques, bien drainés, ensoleillés ou légèrement ombragés.
Des propriétés antibiotiques sur les bactéries Gram+ et les mycobactéries d'un alcaloïde d'Amorpha nana ont été découvertes.

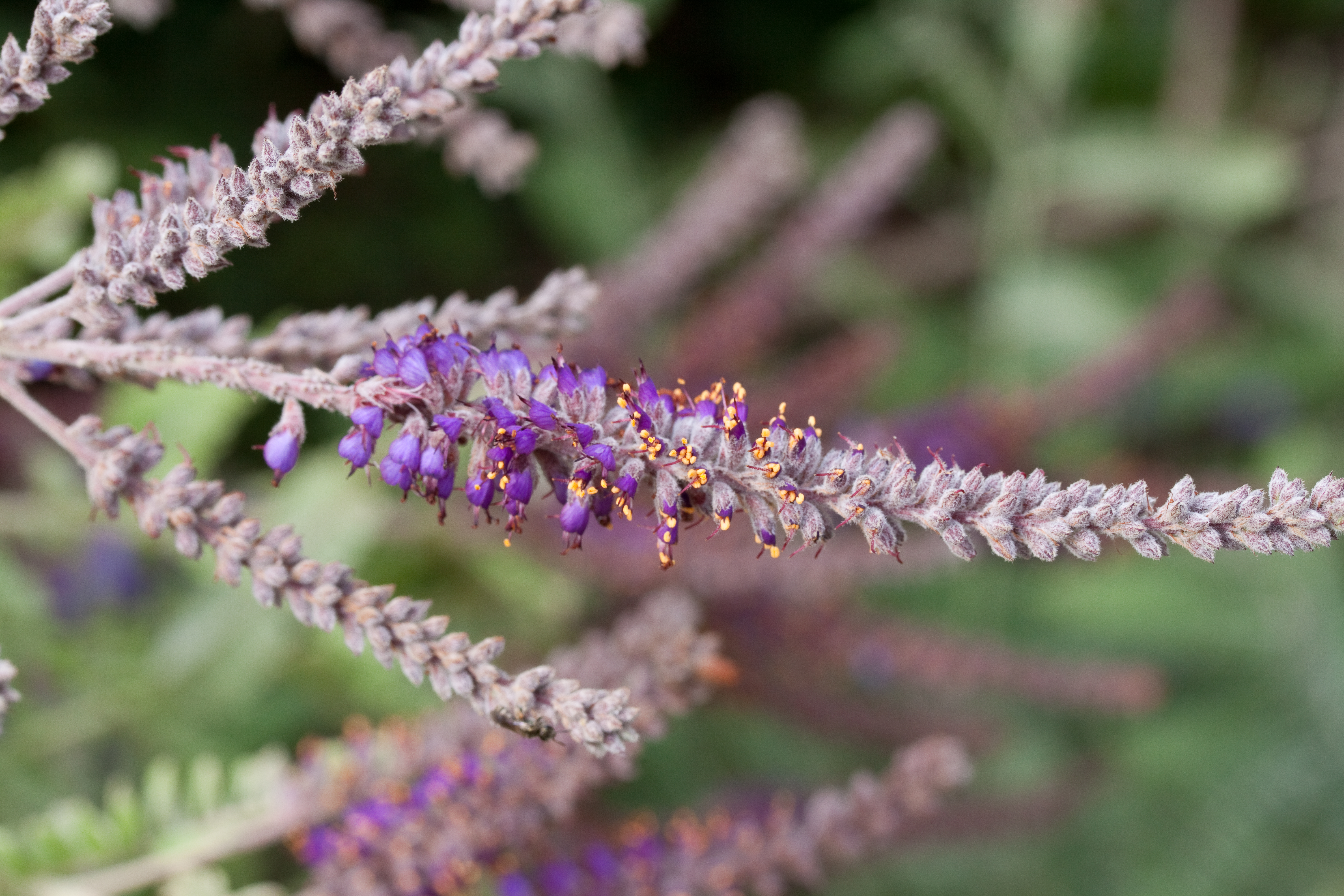
Fleurs.
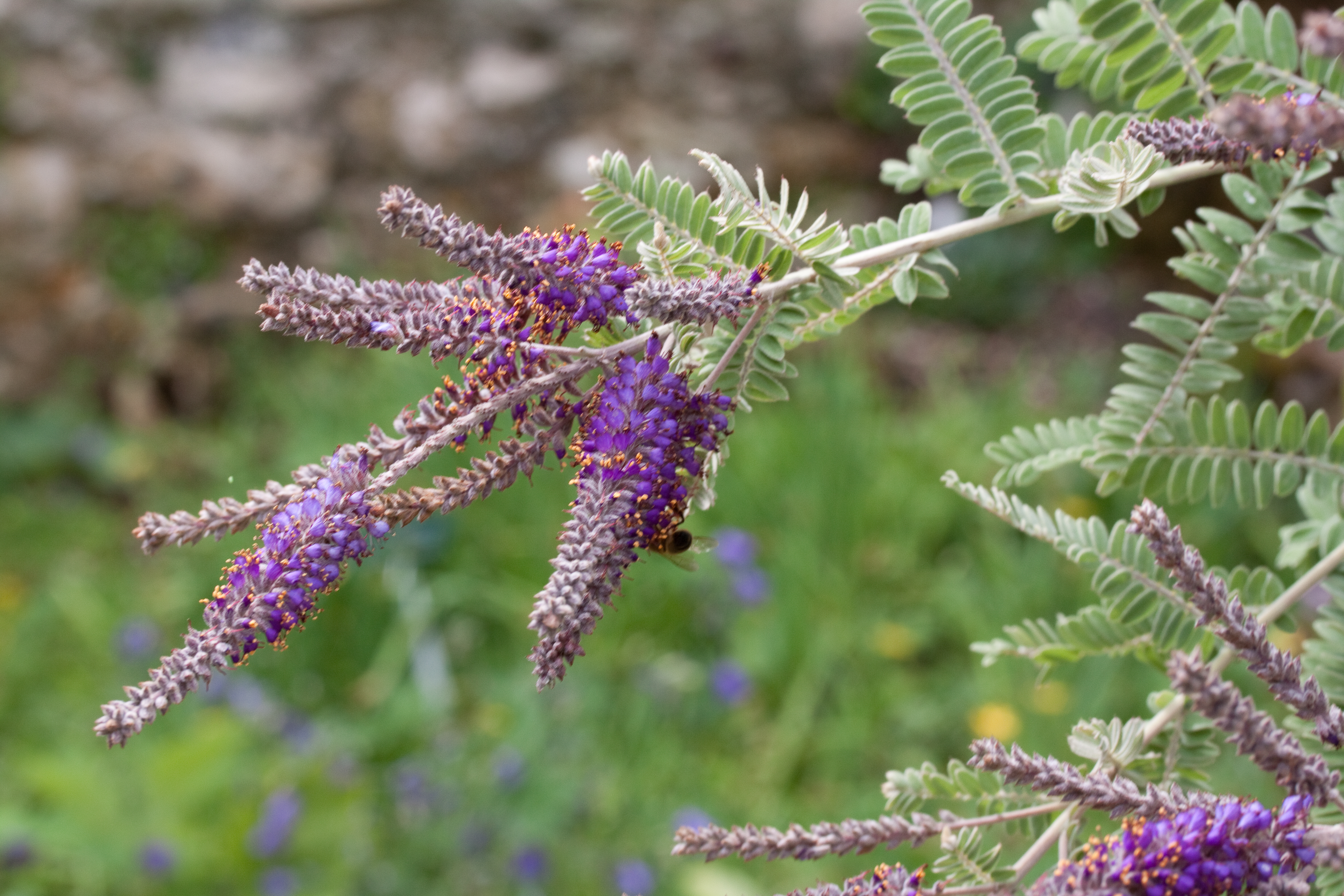
Fleurs.
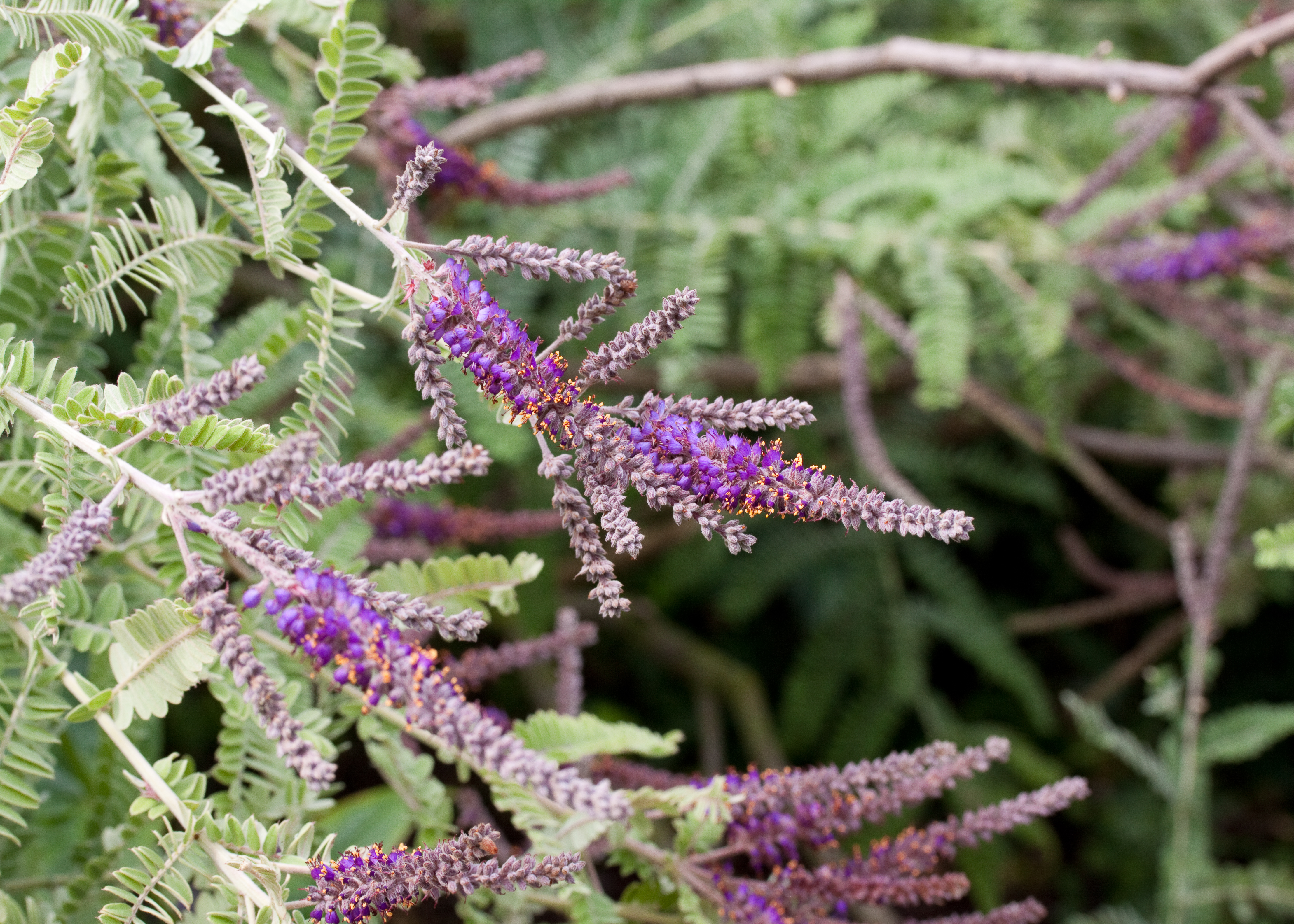
Floraison.
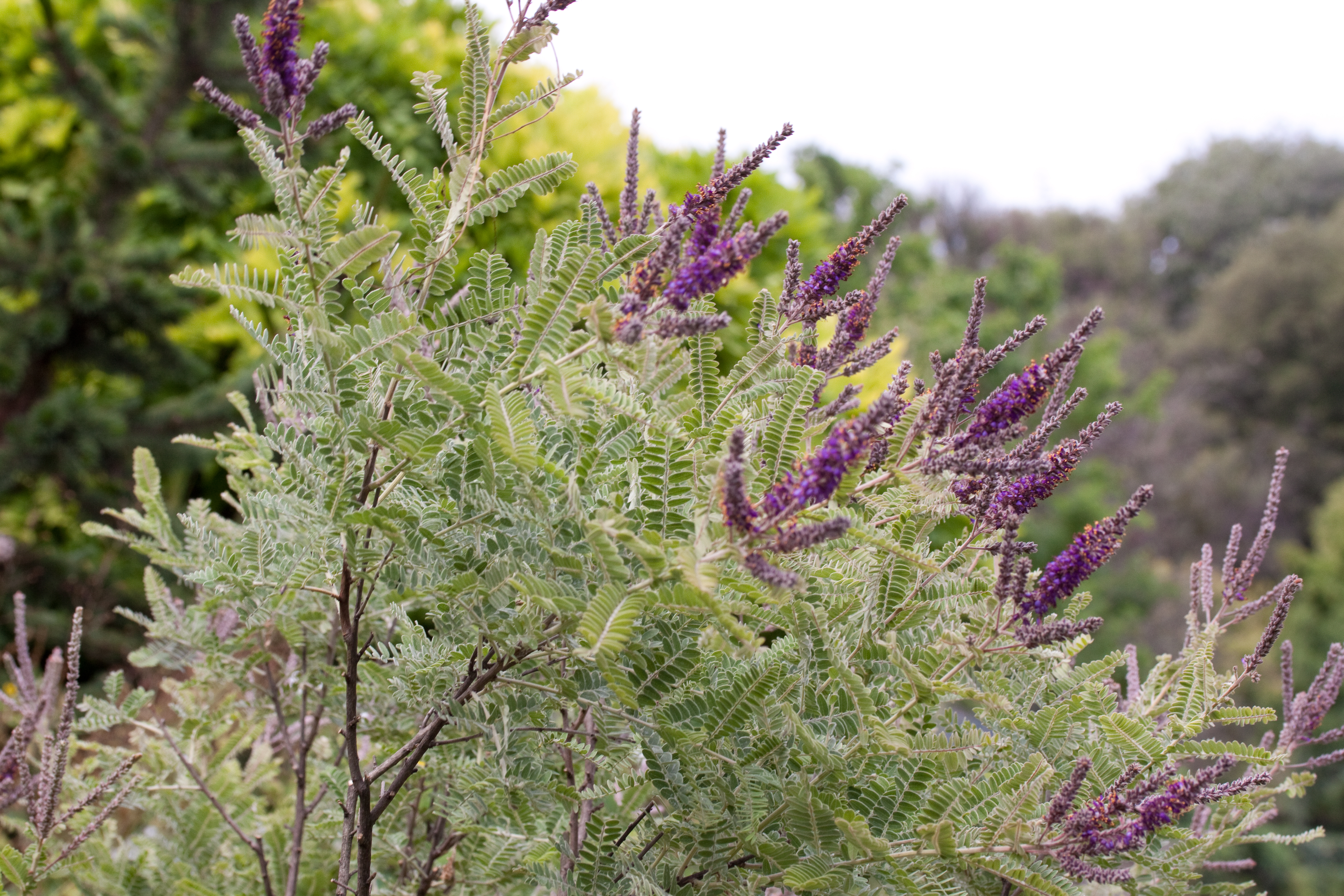
Floraison.